# Körkarlen
Körkarlen é um filme mudo sueco de 1921 do gênero fantasia sombria, considerado como uma das obras centrais da história do cinema sueco. Lançado no Ano Novo de 1921, dirigido e estrelado por Victor Sjöström, ao lado de Hilda Borgström, Tore Svennberg e Astrid Holm. Baseado no romance homônimo da escritora sueca e ganhadora do prêmio Nobel Selma Lagerlöf.
O filme é notável por seus efeitos especiais, sua avançada (para a época) estrutura narrativa com flashbacks dentro de flashbacks, e por ter sido uma grande influência ao cineasta Ingmar Bergman.
O filme entrou em domínio público nos Estados Unidos.

## Enredo
Na véspera de Ano Novo, uma freira do Exército de Salvação chamada Edit (Astrid Holm) está prestes a morrer e tem um último desejo: falar com David Holm (Victor Sjöström). David, um bêbado, está sentado em um cemitério, dizendo a seus dois amigos bêbados sobre seu velho amigo Georges (Tore Svennberg), que lhe falou sobre a lenda de que a última pessoa a morrer a cada ano tem que conduzir a carruagem da Morte e recolher as almas de todos os que morrem no ano seguinte. O próprio Georges morreu na véspera de Ano Novo no ano anterior.
Gustafsson (Tor Weijden), um colega de Edit, encontra David, mas não consegue convencê-lo a ir vê-la. Quando seus amigos tentam arrastá-lo para lá, uma briga eclode, e David é golpeado na cabeça com uma garrafa pouco antes do relógio bater a primeira das doze badaladas na noite de 31 de dezembro. A alma de David sai de seu corpo enquanto a carruagem aparece sendo conduzida por Georges.
Georges lembra a David de como este teve uma vida feliz com sua esposa Anna (Hilda Borgström), seus dois filhos e seu irmão (Einar Axelsson), até que Georges desvia do seu caminho. Como mostrado em um flashback que se segue, David foi preso por embriaguez. Antes de ser liberado da prisão, foi exibido seu irmão, que havia sido condenado a uma longa pena por matar um homem enquanto estava bêbado. Quando David foi para casa, encontrou o apartamento vazio. Furioso, decidiu seguir Anna e vingar-se.
Durante sua busca por toda a Suécia, David chega a uma nova missão do Exército de Salvação na véspera de Ano Novo. Maria (Lisa Lundholm) não quer responder à campainha, já que é muito tarde, mas Edit deixa-o entrar. Apesar de sua grosseria, ela remenda seu casaco enquanto ele dorme. No dia seguinte, ela pede que ele volte em um ano; ela rezara para que o primeiro visitante tivesse boa sorte nesse período e quisesse saber o resultado de sua oração. Ele concorda, mas antes dele sair, ele rasga as remendas feitas por Edit.
Georges informa David que a promessa tem de ser cumprida e leva-o contra sua vontade na carruagem para Edit. Em outro flashback é mostrado como Edit encontrou David em um bar com Gustafsson e outro homem. Edit convenceu o outro homem a ir para casa com sua esposa e deu a Gustafsson um anúncio para uma reunião do Exército de Salvação. Na reunião, Gustafsson submeteu-se a Deus, mas David permaneceu completamente impenitente. Anna estava na reunião, mas David não a reconheceu. Mais tarde, Anna disse a Edit quem ela era, e Edit tentou efetuar uma reconciliação. No início, o casal ficou otimista, mas logo o comportamento de David levou Anna ao desespero mais uma vez. Certa noite, Anna implorou para ele não expor seus filhos à sua tuberculose (a mesma doença fatal Edit havia pego dele). Quando ele se recusou, Anna o trancou na cozinha e tentou fugir novamente com seus filhos, mas desmaiou. Ele abriu a porta com um machado, mas não a feriu fisicamente.
Quando Georges chega ao quarto de Edit, ela implora que deixe-a viver até que ela veja David novamente. Ela acha que ela é a culpada pelo aumento dos seus pecados, como ela trouxe o casal juntos novamente. Quando David ouve isso, fica profundamente comovido. Ele beija suas mãos, e quando Edit vê seu arrependimento, ela pode morrer em paz. Georges não a leva, dizendo que outros irão buscá-la. Ele então mostra a David que Anna, com medo de deixar seus filhos sozinhos depois que ela morrer de tuberculose, está planejando envenená-los e a si mesma. David pede que Georges faça algo, mas Georges não tem poder sobre os vivos. Então David recupera a consciência no cemitério. Ele corre até Anna antes que ela possa agir. Com grande dificuldade, ele a convence de que ele sinceramente deseja ser uma pessoa melhor.

## Elenco
- Victor Sjöström como David Holm
- Hilda Borgström como Anna Holm
- Tore Svennberg como Georges
- Astrid Holm como Edit

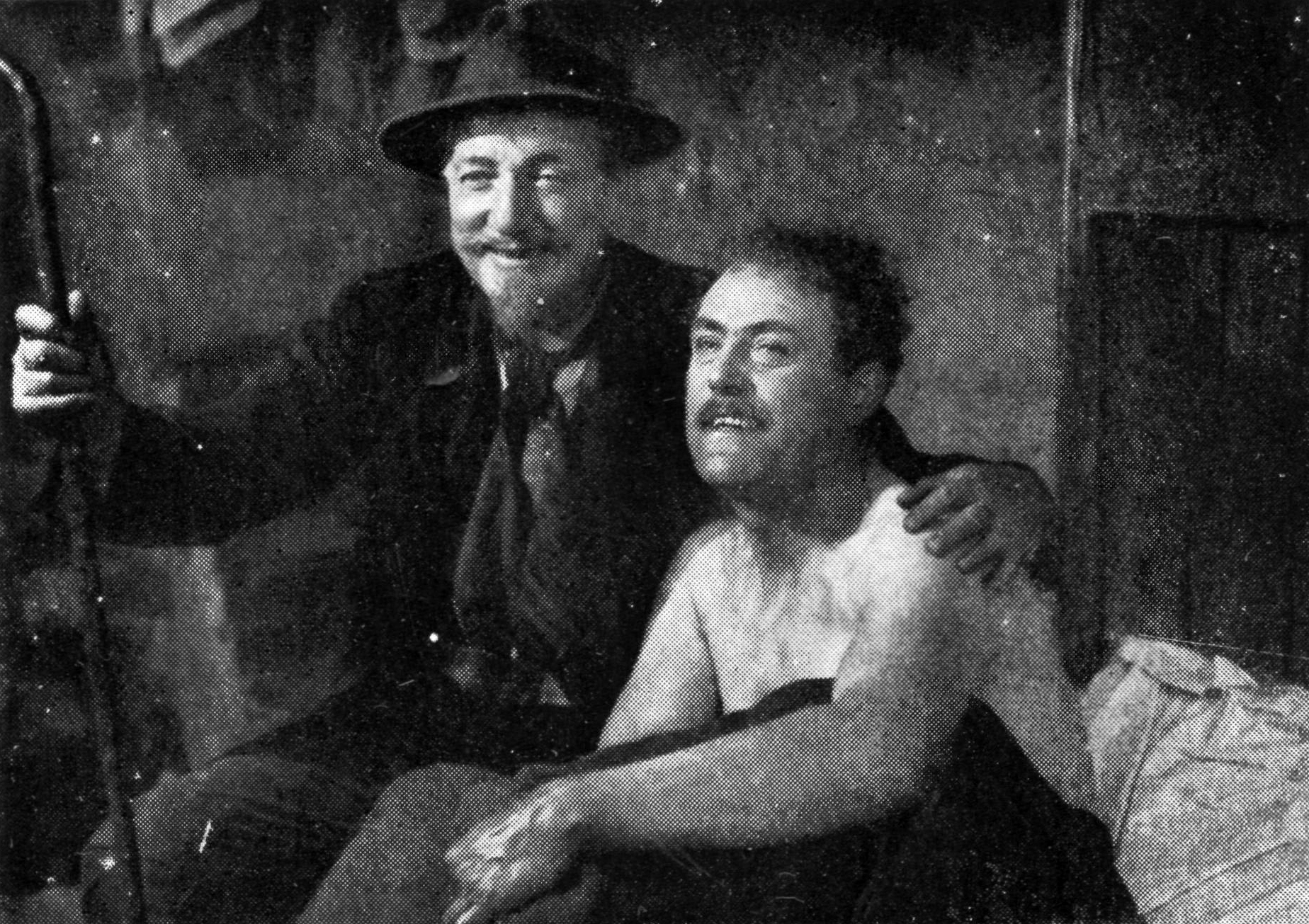
Tore Svennberg e Victor Sjöström durante as filmagens do filme

- Concordia Selander como  mãe de Edit
- Lisa Lundholm como Maria
- Einar Axelsson como irmão de David
- Nils Aréhn como capelão da prisão
- Olof Ås como O primeiro motorista
- Tor Weijden como Gustafsson
- Simon Lindstrand como parceiro de David
- Nils Elffors como parceiro de David
- John Ekman como agente de polícia